# تشستر نيوتن
تشستر نيوتن (بالإنجليزية: Chester Newton)‏ (و. 1903 – 1966 م) هو مصارع رياضي أمريكي، ولد في كنبي، شارك في الألعاب الأولمبية الصيفية 1924، والمصارعة في الألعاب الأولمبية الصيفية 1924 – حرة رجال وزن الريشة ‏، توفي في أوريغون سيتي، عن عمر يناهز 63 عاماً، بسبب حادث مرور.

## روابط خارجية
- تشستر نيوتن على موقع أوليمبيديا (الإنجليزية)